# Walter Elliger
Walter Elliger (* 8. Dezember 1903 in Heppens; † 25. Mai 1985 in Unna) war ein deutscher evangelischer Theologe und Kirchenhistoriker.

## Leben
Nach dem Abitur 1923 in Soest studierte Elliger Evangelische Theologie in Tübingen, Halle (Saale) und Münster und war Vikar in Kreypau und Halle, wo er 1930 zum Dr. theol. promoviert wurde und sich im selben Jahr für das Fach Kirchengeschichte habilitierte. In der Zeit der Machtergreifung durch die Nationalsozialisten wurde er Mitglied der SA.

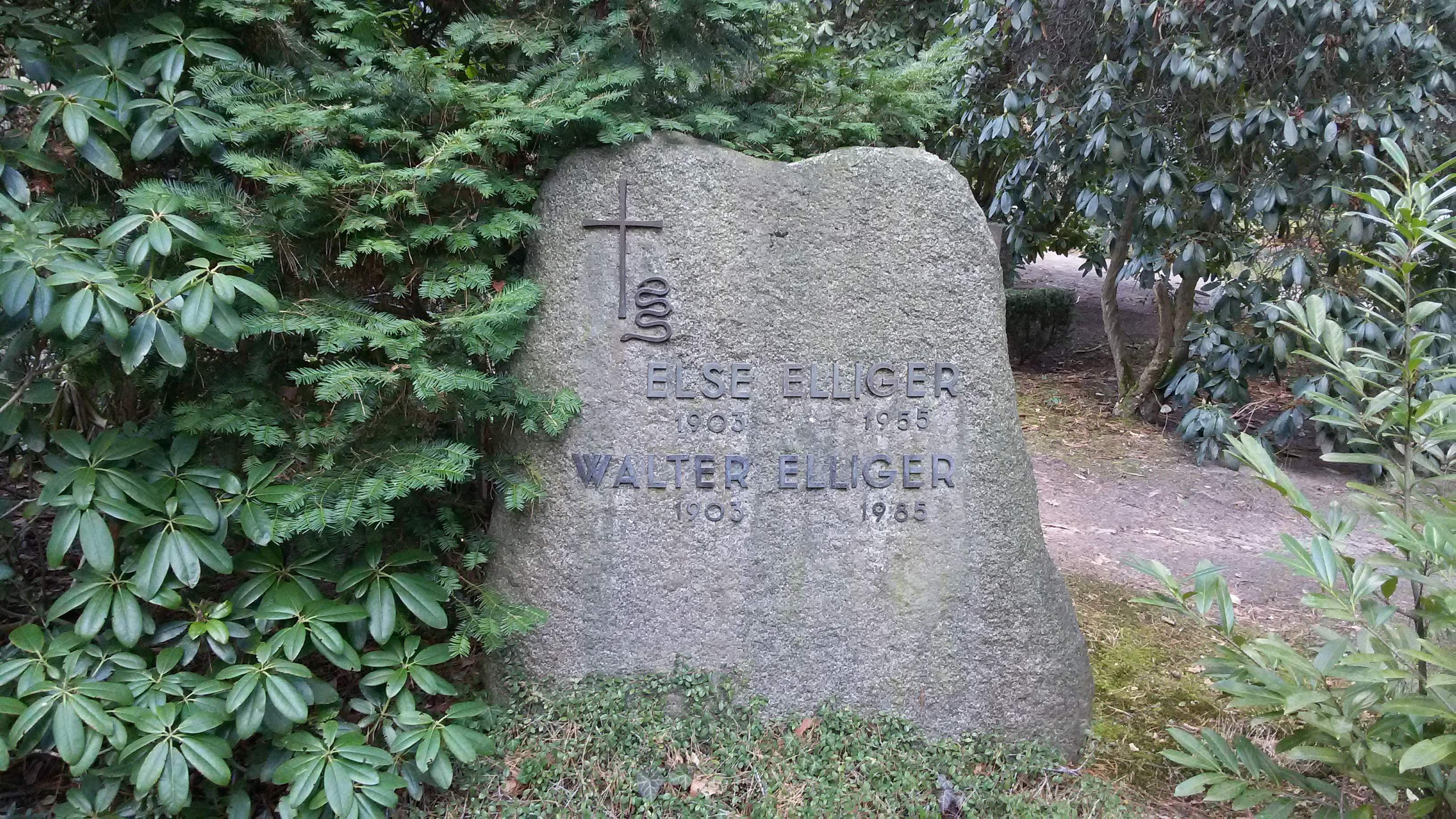
Grabstein auf dem Waldfriedhof Kleinmachnow

1934 wurde er auf ein Ordinariat an der Universität Kiel berufen. Bereits 1935 kritisierte er die nationalsozialistisch ausgerichteten Schleswig-Holsteinischen Hochschulblätter wegen „antichristlicher Polemik“ und verteidigte Kollegen. Da bereits fast die Hälfte des Lehrkörpers entlassen war, wurde überlegt, die theologische Fakultät zu schließen. Auch Elliger spielte mit dem Gedanken, einen Ruf an die Universität Bonn anzunehmen. Auf Wunsch des Landesbischofs und Rektors blieb Elliger in Kiel, um als Dekan am Neuaufbau der Fakultät mitzuwirken. Nachdem er keine Unterstützung mehr gefunden hatte, legte er 1936 sein Amt als Dekan nieder. Im selben Jahr wurde er angewiesen, einen Lehrstuhl an der Universität Greifswald anzunehmen.
Von 1939 bis 1945 zur Wehrmacht eingezogen, konnte er 1947 (nach einem Intermezzo in der Philosophischen Fakultät) auf seinen Lehrstuhl in Greifswald zurückkehren. 1950 erhielt er einen Ruf an die Humboldt-Universität Berlin, wo er sich als Dekan der vom SED-Regime betriebenen politischen Vereinnahmung der Fakultät widersetzte und erneut in heftige Konflikte geriet. 1964 nahm er einen Ruf an die Universität Bochum an, wo er Gründungsdekan der Evangelisch-Theologischen Fakultät wurde.
1976 wurde er emeritiert und vollendete sein Hauptwerk, die umfangreiche Biographie Thomas Müntzers. Sein Grab befindet sich auf dem Waldfriedhof Kleinmachnow.
Sein Bruder war der Alttestamentler Karl Elliger (1901–1977).

## Schriften
- Die Stellung der alten Christen zu den Bildern in den ersten vier Jahrhunderten nach den Angaben zeitgenössischer kirchlicher Schriftsteller, Leipzig 1934 (Theol. Diss. Halle 1930).
- (Hrsg.): Forschungen zur Kirchengeschichte und zur christlichen Kunst [Festgabe Johannes Ficker]. Leipzig 1931
- Zur Entstehung und frühen Entwicklung der altchristlichen Bildkunst. Leipzig 1934.
- Gottes- und Schicksalsglauben im frühdeutschen Christentum. Hamburg 1935.
- Luthers politisches Denken und Handeln. Berlin 1952.
- 150 Jahre Theologische Fakultät Berlin. Eine Darstellung ihrer Geschichte von 1810 bis 1960 als Beitrag zu ihrem Jubiläum. Berlin 1960
- Thomas Müntzer (Erkenntnis und Glaube Bd. 16). Berlin 1960.
- (Hrsg.): Philipp Melanchthon. Forschungsbeiträge zur 400. Wiederkehr seines Todestages. Berlin 1961.
- (mit Walter Delius und Oskar Söhngen): Die Evangelische Kirche der Union. Witten 1967.
- Außenseiter der Reformation: Thomas Müntzer – ein Knecht Gottes. Göttingen: Vandenhoeck  1975, ISBN 3-525-33375-7.
- Thomas Müntzer : Leben und Werk. Göttingen : Vandenhoeck 1975 (3. Aufl. 1976), ISBN 3-525-55318-8